# Coco López
José Andrés "Coco" López (Rafaela, 11 de febrero de 1942) es un periodista, conductor radial, politólogo, catedrático e investigador argentino. Se ha especializado en periodismo político e internacional desde 1977 y es reconocido por sus coberturas internacionales.

## Biografía
Coco López se recibió de licenciado en Ciencia Política y Relaciones Internacionales en la Universidad Nacional de Rosario.
En los años setenta no pudo trabajar en ningún medio de comunicación porque estos se hallaban intervenidos por la dictadura cívico militar (1976-1983).
En 1980 viajó a Moscú, donde vivió con su esposa y sus hijos.
Dado su conocimiento del idioma ruso y su pertenencia al Partido Comunista de su país, pudo trabajar como corresponsal de prensa de la agencia DAN (Distribuidora Argentina de Noticias) durante los siguientes cuatro años.
Sus notas se publicaban en los diarios porteños Clarín y Tiempo Argentino (1982-1986).
En 1983 fue enviado desde Moscú a la Séptima Cumbre del Movimiento de No Alineados; en Nueva Delhi (India).
En 1984 regresó de la Unión Soviética. Publicó parte de los testimonios que recogió en la Unión Soviética en dos libros: El hombre y los campeones en el deporte soviético y Maxi, Verónica y el pájaro azul.
Desde entonces, en Rosario, ha incursionado en diferentes medios escritos, radiales y televisivos.
- 1985: Seminario Continental sobre Deuda Externa; en La Habana (Cuba).[2]
- 1986: Seminario Internacional sobre Relaciones entre la Unión Soviética y la Argentina (con motivo de la visita del presidente Raúl Alfonsín a Moscú), en el Instituto América Latina de la Academia de Ciencias de la Unión Soviética, en Moscú (Unión Soviética).[2]
- 1988: Seminario organizado por la revista América Latina (con motivo de la cumbre Reagan-Gorbachov), en Moscú (Unión Soviética).[2]
- 2000: Festival Cultural Internacional de Babilonia (en Bagdad).[2]

Entre los años 1994 y 2011 realizó la cobertura periodística para distintos medios argentinos (gráfica, radio y televisión) de las elecciones presidenciales en Brasil, Italia, España, Rusia, Israel, Estados Unidos, Venezuela y Francia.
- 2001, del 17 al 27 de septiembre: cobertura especial de la reunión de la OEA para discutir los recientes atentados terroristas en Estados Unidos; en Nueva York y Washington (Estados Unidos).[2]

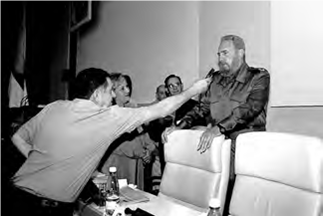
Coco López con el revolucionario y político cubano Fidel Castro (1926-); fotografía de octubre de 2001.

- 2001, del 6 al 13 de octubre: Congreso de Periodistas de Latinoamérica y el Caribe, en La Habana (Cuba).[2]
- 2005, 10 al 15 de abril: Seminarios de Oportunidades de Negocios, de la Región Centro de la Argentina; en Shanghái y Pekín (China).[2]
- 2006, 24 de agosto al 5 de septiembre: Seminarios de Oportunidades Comerciales de la Región Centro de la Argentina; en Moscú y San Petersburgo.[2]

Desde 1989 es corresponsal de Radio Habana en Argentina.
Ha realizado coberturas periodísticas en Brasil, Panamá, Costa Rica, Nicaragua, Cuba, Estados Unidos, España, Italia, Bélgica, Reino Unido, Polonia, Checoslovaquia, Israel, Irak, India y China.
Es columnista político en varios programas de la radio LT8 (de Rosario) y de otros canales de radio y televisión.
También desarrolló actividad académica como docente en institutos terciarios relacionados al periodismo.
Fue profesor titular de la cátedra Realidad Nacional en el Instituto Superior del Magisterio de Santa Fe, profesor titular de la cátedra de Antropogeografía en el Profesorado de Historia y Educación Cívica ―que se dicta en el Instituto Superior de la Nación «Olga Cossettini»― y profesor de Política Internacional en el instituto de periodismo TEA (Taller Escuela Agencia), ambos de Rosario.
Ha sido jefe de redacción del diario El Ciudadano (Rosario), y conductor del programa Punto límite en el Canal 5 (Rosario).
En los años 2000 condujo el programa Coco online en Radio Hollywood de Rosario.
En 2003 escribió en coautoría con el periodista cubano José Bodes, Perón-Fidel, línea directa, un trabajo de investigación periodística sobre la decisión del gobierno argentino de romper el bloqueo estadounidense contra Cuba.
En 2007 articipó en el documental Los Rosariazos, con testimonios, recreaciones y un archivo fílmico y fotográfico inédito sobre el Rosariazo, cuando en 1969 miles de jóvenes rosarinos salieron a las calles como en el Mayo francés del año anterior. El documental fue dirigido por Carlos López, y tuvo la participación y los testimonios de Coco López (que en esa época tenía 27 años, era estudiante de Ciencias Políticas en la UNR y militaba en el Partido Comunista), Pino Solanas (militante y realizador del cine Liberación) y Rafael Ielpi (historiador y periodista de la revista Boom), entre otros.
Es columnista de política internacional en programas de radio y televisión y conduce el programa radial Rompiendo los cocos.

## Premios

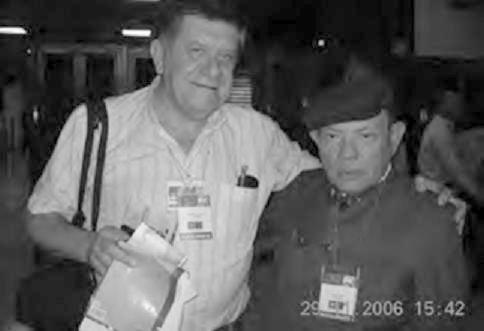
Coco López con el revolucionario, político y poeta nicaragüense Tomás Borge (1930-2012), en noviembre de 2006.

En marzo de 2008, la UPeC (Unión de Periodistas de Cuba) le otorgó la distinción Félix Elmuza ―establecida por el Consejo de Estado de la República de Cuba en honor a Félix Elmuza (integrante del yate Granma asesinado por la dictadura batistana)―.
En 2009, la Facultad de Ciencia Política de la Universidad Nacional de Rosario, le entregó ―a 30 años de su graduación como licenciado en Ciencia Política―, la medalla de oro al mejor promedio de su promoción, que le había sido negada por la dictadura de Videla (1976-1983).

## Libros

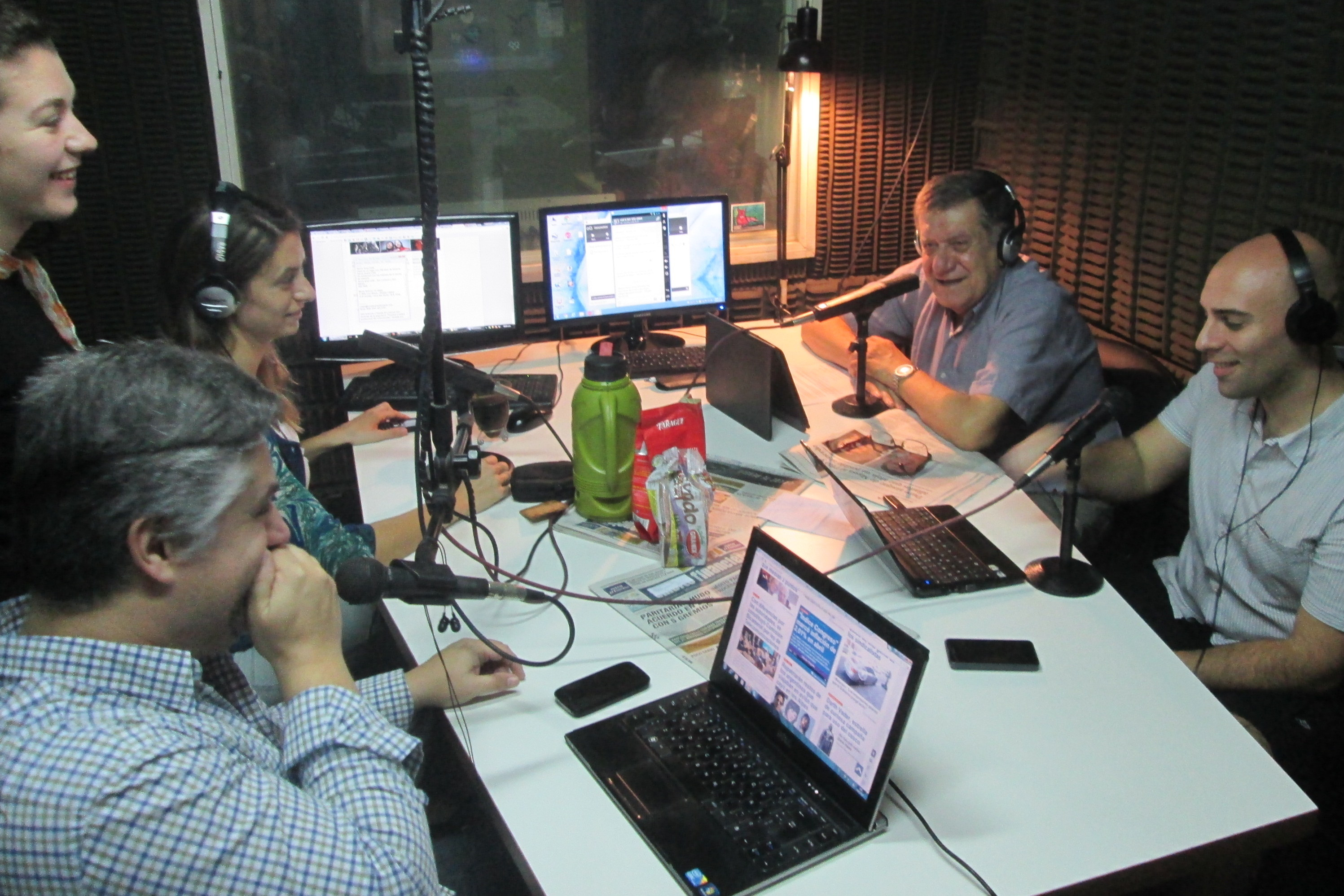
Coco López dirige a su equipo de periodistas en el programa radial Rompiendo los cocos, en Radio Universidad Rosario. Fotografía del 19 de agosto de 2015.

- 1979: Reflexiones sobre América Latina, escrito con Alberto Kohen. Buenos Aires: Testimonios, 1979
- 1985: El hombre y los campeones en el deporte soviético
- 1986: Maxi, Verónica y el pájaro azul
- 1997: Mate y ron: de Rosario a La Habana. Rosario: Ameghino
- 2003: Perón-Fidel, línea directa: cuando la Argentina rompió el bloqueo a Cuba, coescrito con el periodista cubano José Bodes (La Habana, 1935). Buenos Aires: Deldragón, 2003.
- 2008: Che, el rosarino (editado por la Fundación Ross, de Rosario). Junto al testimonio de amigos cercanos, que abarcan desde la niñez a su asesinato en Bolivia, se reseñan los esfuerzos para que la ciudad de Rosario recuperara como propia la figura de Ernesto Che Guevara
- 2009: ¡Maten a Fidel! La apasionante trama de los atentados al líder cubano. México DF: Lectorum, 2009.
- 2013: Libertad o libertad de mercado: del Consenso de Washington a Mario Vargas Llosa y las fundaciones neoliberales (editado en México), centrado en el escritor y político neoliberal Mario Vargas Llosa.[5]